# William A. Phillips

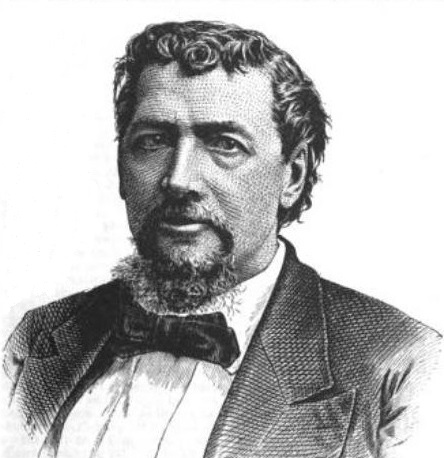
William A. Phillips

William Addison Phillips (* 14. Januar 1824 in Paisley, Schottland; † 30. November 1893 in Fort Gibson, Indianer-Territorium) war ein US-amerikanischer Politiker. Zwischen 1875 und 1879 vertrat er den  Bundesstaat Kansas im US-Repräsentantenhaus.

## Werdegang
William Phillips besuchte die Schulen seiner schottischen Heimat. Im Jahr 1838 wanderte er mit seinen Eltern nach Amerika aus. Die Familie ließ sich zunächst im Randolph County in Illinois nieder, wo sie in der Landwirtschaft arbeiteten. Zwischen 1845 und 1862 war William Phillips als Zeitungskorrespondent tätig; gleichzeitig studierte er Jura. Nach seiner Zulassung als Rechtsanwalt im Jahr 1855 begann er in Lawrence im Kansas-Territorium in seinem neuen Beruf zu praktizieren. Dann wurde er Richter am Obersten Gerichtshof dieses Territoriums. Phillips war auch der Gründer der Stadt Salina in Kansas.
Während des Bürgerkrieges war er bei der Aushebung der ersten Truppen in Kansas behilflich. Später kommandierte er als Colonel ein Regiment, das hauptsächlich aus Cherokeeindianern bestand und auf der Seite der Union kämpfte. Nach dem Krieg wurde er im Jahr 1865 Bezirksstaatsanwalt im Cherokee County. Politisch war er Mitglied der Republikanischen Partei. Im Jahr 1865 wurde er als deren Kandidat in das Repräsentantenhaus von Kansas gewählt. Anschließend war er juristischer Vertreter der Cherokee in Washington.
Bei den Kongresswahlen des Jahres 1872, die staatsweit abgehalten wurden, wurde Phillips für den dritten Abgeordnetensitz von Kansas in das US-Repräsentantenhaus in Washington, D.C. gewählt. Dieses Mandat trat er am 4. März 1873 an. Zwei Jahre später wechselte er in den ersten Wahlbezirk. Dort trat er am 4. März 1875 die Nachfolge von David Perley Lowe an. Nach einer Wiederwahl konnte er bis zum 3. März 1879 drei Legislaturperioden im Kongress absolvieren. Im Jahr 1878 wurde er von seiner Partei nicht mehr nominiert.
Im Jahr 1890 versuchte Phillips erfolglos, in den Kongress zurückzukehren. Er starb im Jahr 1893 in Fort Gibson im heutigen Oklahoma. Er wurde in Salina beigesetzt.